# Ramilândia
Ramilândia é um município brasileiro do estado do Paraná, localizado no Oeste do estado. Sua população estimada em 2010 era de 4.134 habitantes.
O nome do município é devido ao cultivo de rami na região.

## Turismo
O Festival Regional da Canção Ramilandiense atrai centenas de pessoas de várias cidades e até mesmo de outros estados, sendo o principal atrativo turístico da cidade[carece de fontes?].